# Limbi balto-slave
Limbile balto-slave sunt o ramură a familiei de limbi indo-europene, cuprinzând limbile baltice și limbile slave. Cele două subdiviziuni prezintă unele caracteristici lingvistice distincte de cele ale altor limbi indo-europene, ceea ce indică o perioadă de dezvoltare comună.

## Clasificare
- Limbi baltice
  - Limba letonă
  - Limba lituaniană
  - Limba prusacă veche
  - limba curoniană
- Limbi slave
  - Limbi slave de est
  - Limbi slave de vest
  - Limbi slave de sud